# Gastrolobium tetragonophyllum
Gastrolobium tetragonophyllum är en ärtväxtart som först beskrevs av Ernst Georg Pritzel, och fick sitt nu gällande namn av Michael Douglas Crisp. Gastrolobium tetragonophyllum ingår i släktet Gastrolobium och familjen ärtväxter. Inga underarter finns listade i Catalogue of Life.